# Potentilla makaluensis
Potentilla makaluensis är en rosväxtart som beskrevs av Hiroshi Ikeda och H. Ohba. Potentilla makaluensis ingår i Fingerörtssläktet som ingår i familjen rosväxter. Inga underarter finns listade i Catalogue of Life.